# Marquesado de Jaureguízar
El marquesado de Jaureguízar es un título nobiliario originalmente del Reino de las Dos Sicilias creado el 7 de diciembre de 1748 por el rey Carlos VII de Nápoles, en favor de Miguel Fermín de Ripa Jaureguízar y Lete, XIII señor de los Palacios de Ripa en el valle de Odieta y de Jaureguízar en Arráyoz, en el el valle de Baztán, Navarra, comisario real de Guerra en Barcelona, caballero de la Orden de Santiago, contador principal del Ejército y Principado de Cataluña y capitán graduado de infantería.
Por Real carta de sucesión del 7 de noviembre de 1882, el título se convirtió en título de Castilla en favor de Alberto de Calatayud e Irigoyen.

## Antecedentes
El origen del título es el marquesado de Bassecourt, concedido en 1737 por el rey Carlos III cuando era rey de Nápoles, en favor de Andrés de Bassecourt, que fue el primer esposo de María Francisca González del Tazo y a quien instituyó como su heredera universal. Posteriormente, María Francisca se casó con Miguel Fermín de Ripa Jaureguízar y Lete. En 1748, pidió al rey que transfiriera el título marquesal, con la denominación de Jaureguízar, a su segundo esposo a lo cual accedió el rey, concediendo el título de marqués de Jaureguizar a Miguel Fermín de Ripa Jaureguízar y Lete por Real Carta del 7 de diciembre de 1748.

## Titulares
|                                             | Titular                                                      |                                             |
| Título del Reino de las Dos Sicilias (1748) | Título del Reino de las Dos Sicilias (1748)                  | Título del Reino de las Dos Sicilias (1748) |
| ------------------------------------------- | ------------------------------------------------------------ | ------------------------------------------- |
| I                                           | Miguel Fermín de Ripa Jaureguízar y Lete                     | 1748-1751                                   |
| II                                          | Buenaventura de Ripa Jaureguízar y Espinosa de los Monteros  | 1751-1801                                   |
| III                                         | Cristóbal María de Ripa Jaureguízar y Miró                   | 1802-1842                                   |
| IV                                          | Ventura Ripa Jaureguízar y Miró                              | 1842-1873                                   |
| Título de Castilla (1882)                   |                                                              |                                             |
| I                                           | Alberto de Calatayud e Irigoyen                              | 1882-1885                                   |
| II                                          | Vicenta Rafaela Dominica Dolores Menéndez Baizán y Calatayud | 1888-1956                                   |
| III                                         | Francisco Javier Pérez de Rada y Díaz Rubín                  | 1959-2013                                   |
| IV                                          | Margarita Pérez de Rada y Cavanilles                         | 2014-actual titular                         |

## Titulares del marquesado de Jaureguízar, título de las Dos Sicilias
- Miguel Fermín de Ripa Jaureguízar y Lete (baut. 28 de mayo de 1705[5] -1751), I marqués de Jaureguízar, XII señor del palacio de Ripa, de Jaureguízar en Arráyoz y de la Torre de Ezquizaburúa,[2] caballero de la Orden de Santiago, capitán graduado de Infantería y comisario de Guerra. Era hijo de Gaspar de Ripa y Jaureguízar (n. Artajona, 11 de septiembre de 1667) y de su esposa Josefa de Lete y Galdeano, con quien contrajo matrimonio en Estella el 19 de octubre de 1688.[5]

Se casó en Barcelona el 14 de julio de 1733 con Narcisa Gregoria Josefa Espinosa de los Monteros y de la Peña (n. Bujalance, 21 de mayo de 1718), hermana del I marqués de Monte Olivar, fruto del cual tuvieron tres hijos. Se casó en segundas nupcias con Francisca González del Tazo, hija de Joan González y de Melchora del Tazo, con quien tuvo un hijo que murió en la infancia. Sucedió en 1751 el primogénito del primer matrimonio.
- Buenaventura de Ripa Jaureguízar y Espinosa de los Monteros (Barcelona, baut. 9 de diciembre de 1743-3 de septiembre de 1801), II marqués de Jaureguízar,[3] XIII señor del palacio de Ripa, de Jaureguízar en Arráyoz y la Torre de Ezquizaburúa. Convocado a Cortes Generales por el brazo militar desde 1765. Fue nombrado caballero de la Orden de Carlos III por Decreto de 17 de julio de 1785 en atención a sus méritos.[3]  Solicitó autorización para usar en España el título aunque «no hay constancia de que tal permiso se le concediera, aunque fuera tratado como tal por la Secretaría del Despacho de Guerra».[4]

Contrajo matrimonio en la catedral de Badajoz el 13 de junio de 1770, con Joaquina Miró, nacida en Gerona en 1753, hija de Pedro Miró teniente coronel y sargento mayor de la plaza de Badajoz, y Catalina Cardía. Le sucedió su hijo.
- Cristóbal María de Ripa Jaureguízar y Miró (Valencia de Alcántara, 5 de octubre de 1770-Pamplona, 6 de septiembre de 1842), III marqués de Jaureguízar,[3][6] XIV señor del palacio Ripa, de Jaureguízar en Arráyoz, capitán graduado de Infantería y comisario de Guerra, alcalde de Pamplona en 1820.

En 7 de octubre de 1801, solicitó al rey Carlos IV permiso para usar el título en España. El rey le concedió la opción de transformar el título napolitano a un título de Castilla, siempre y cuando pagase los impuestos correspondientes y, si no fuese así, no podría usar el título en el Reino de España. Ni él, ni su hermano, ambos fallecidos sin descendencia, hicieron uso de esa gracia, extinguiéndose la línea directa derivada del primer marqués.
Contrajo matrimonio con Ignacia León Vargas Machuca y Fantini (Badajoz, 1760-1818), camarera de la reina María Luisa en 1796. Sin descendencia, le sucedió su hermano.
- Ventura Ripa Jaureguízar y Miró (24 de agosto de 1797-19 de agosto de 1873), IV marqués de Jaureguízar, XV señor del palacio de Ripa.[8]

Se casó con Felipa Ramos Aguado. Sin descendencia.

## Titulares del marquesado de Jaureguízar, título de Castilla
- Alberto Calatayud e Irigoyen (Tafalla, 7 de agosto de 1818-Lumbier, 7 de diciembre de 1885), I marqués de Jaureguízar,[1] por Real carta de sucesión del 7 de noviembre de 1882,[4][9] XVI señor del palacio de Cabo de Armería de Ripa, abogado; diputado foral. Era hijo de Francisco Antonio de Calatayud[10] y Larumbe y María Dolores Josefa Juana de Irigoyen y Gastón de Iriarte, descendiente de María Manuela de Ripa Jaureguízar y Lete (1695-1752) hermana del primer marqués de Jaureguízar, y de su esposo Francisco Larrea y Echauri (1695-1774) con quien casó en 1728 en Pamplona.

Contrajo matrimonio en Lumbier el 4 de octubre de 1854 con Vicenta de Izco y Lizana, tuvieron una hija, María Dolores de Calatayud e Izco (29 de octubre de 1858-8 de julio de 1878), que no heredó el título al fallecer antes que su padre. Se casó con el general de Infantería Fabriciano Menéndez-Baizán y Morán Labandera. Le sucedió su nieta.
- Vicenta Rafaela Dominica Dolores Menéndez Baizán y de Calatayud (Lumbier, 6 de julio de 1878-ibid., 18 de noviembre de 1956), II marquesa de Jaureguízar por Real carta de sucesión de 9 de junio de 1888,[11] y XVII señora del palacio de Cabo de Armería de Ripa. Soltera, sin descendencia, le sucedió su sobrino por disposición testamentaria y después de obtener la carta de sucesión.[4]

- Francisco Javier Pérez de Rada y Díaz-Rubín (Madrid, 14 de enero de 1929-ibid., 17 de enero de 2013),[12] III marqués de Jaureguízar, por carta de sucesión de 4 de diciembre de 1959,[13] XVIII señor del palacio de cabo de armería de Ripa, abogado colegiado del Ilustre Colegio de Abogados de Madrid, académico correspondiente por Navarra de la Real Academia de la Historia, caballero de la Orden Constantiniana de San Jorge, Caballero de Honor y Devoción de la Soberana Orden Militar de Malta, hijo de Joaquín Pérez de Rada Echalaz y Gorosabel, VIII marqués de Zabalegui, y de su esposa María Manuela Díaz Rubín y Fontela.[14]

Contrajo matrimonio en Oviedo en 22 de abril de 1957 con María Covadonga Cavanilles y Navia-Osorio, hija de Margarita de Navia Osorio y Rodríguez San Pedro, casada el 2 de mayo de 1932 con Ignacio Cavanilles y Vereterra (Oviedo, 13 de diciembre de 1902-Luanco, 27 de agosto de 1936), y nieta materna de José María de Navia Osorio y Castropol, XI marqués de Santa Cruz de Marcenado, y de su esposa Ramona Rodríguez San Pedro y Alvargonzález.
Después de la muerte de Francisco Javier Pérez de Rada y Díaz-Rubín, su hija primogénita, Margarita Pérez de Rada y Cavanilles (n. Madrid, 28 de mayo de 1958) solicitó la sucesión del título. Su hermano menor, Íñigo Pérez de Rada y Cavanilles (n. Madrid, 21 de marzo de 1969) se opuso y alegó que el título no era español y que se regía por las reglas propias del Reino de las Dos Sicilias. En 9 de octubre de 2014, la Comisión Permanente del Consejo de Estado emitió su dictamen, por unanimidad, por el que falló a favor de Margarita, atendiendo el informe de la Diputación de la Grandeza cuya opinión fue que «el título de Marqués de Jaureguízar es un título nobiliario español sujeto al Derecho español y sin ninguna especialidad en cuanto al orden de sus llamamientos, de modo que resulta aplicable a su sucesión el orden regular, determinado por los principios de primogenitura y representación, teniendo en cuenta, además, lo establecido en la Ley 33/2006, de 30 de octubre, sobre igualdad del hombre y la mujer en el orden de sucesión de los títulos nobiliarios».  La Sección de Asuntos de Gracia consideró que «el antiguo título de las Dos Sicilias solo adquirió el carácter de título de Castilla en 1882, al expedirse Real Carta de Sucesión a favor de Alberto Calatayud e Irigoyen... » Por consiguiente, sucedió en el marquesado:
- Margarita Pérez de Rada y Cavanilles, IV marquesa de Jaureguízar.[17][1]

Casada con Eduardo de Laiglesia y del Rosal, marqués de Villafranca de Ebro, diplomático y exembajador de España en la República Popular de Bangladés.